# Leonardo Ramos
Leonardo Ramos, vollständiger Name Leonardo Alfredo Ramos Giró, (* 11. September 1969 in Montevideo) ist ein ehemaliger uruguayischer Fußballspieler und heutiger Trainer.

## Spielerkarriere

### Vereine
Der 1,83 Meter große Defensiv- bzw. Mittelfeldakteur Ramos stand zu Beginn seiner Karriere von 1988 bis 1992 in Reihen des Club Atlético Progreso und wurde mit der Mannschaft erstmals in der Vereinsgeschichte 1989 Uruguayischer Meister. Von 1992 bis 1993 spielte er für Vélez Sársfield. Anschließend war er von Mitte 1993 bis 1994 bei CA Banfield aktiv. Es folgte eine von Juli 1994 bis Ende Juni 1998 währende Karrierestation bei Estudiantes de La Plata. Zur Saison 1998/99 wurde er an den spanischen Klub UD Salamanca ausgeliehen. Von seinem Debüt am 30. August 1998 gegen Real Mallorca bis zu seinem letzten Ligaeinsatz am 10. Januar 1999 im Spiel gegen Real Sociedad San Sebastián bestritt er für die Spanier 15 Erstligapartien und schoss zwei Tore. Anfang Februar 1999 kehrte er zurück nach Argentinien zum CA River Plate. Dort wird er bis Mitte 2000 als Kadermitglied geführt. Es folgte während der Spielzeit 2000/01 eine erneute Karrierestation bei UD Salamanca, bei der er dieses Mal zwischen dem 3. September 2000 und dem 16. Juni 2001 35-mal in der Segunda División auflief und einmal ins gegnerische Tor traf. Anfang Juli 2001 verpflichteten ihn die Chacarita Juniors. In der zweiten Jahreshälfte 2002 war erneut Estudiantes de La Plata sein Arbeitgeber. Im Januar 2003 schloss er sich Colo Colo an. Mitte 2003 wechselte er zu Nueva Chicago. Ab Januar 2004 setzte er seine Karriere bei Peñarol Montevideo fort. Bei den „Aurinegros“ kam in der Saison 2004 siebenmal und in der Spielzeit 2005 einmal in der Primera División zum Einsatz. Ein Torerfolg gelang ihm nicht. Weitere Karrierestationen waren 2005 erneut Chacarita Juniors und 2006 Defensa y Justicia. Danach soll er noch 2006/07 für Independiente Rivadavia und 2007/08 für AA Lujan de Cuyo gespielt haben.

### Nationalmannschaft
Ramos debütierte am 5. Mai 1991 bei der 0:1-Niederlage im Freundschaftsspiel gegen USA unter Trainer Pedro Ramón Cubilla in der uruguayischen A-Nationalmannschaft, als er in der 79. Spielminute für Paolo Montero eingewechselt wurde. Sein letzter Länderspieleinsatz datiert vom 18. Juli 2000 beim 3:1-Heimsieg im WM-Qualifikationsspiel gegen Venezuela. Er nahm mit der „Celeste“ an der Copa América 1997 teil. Insgesamt bestritt er neun A-Länderspiele. Ein Tor schoss er dabei nicht.

## Trainertätigkeit
Nach seiner aktiven Karriere war Ramos von Juli 2010 bis 25. November 2010 als Trainer beim Club Atlético Colegiales tätig. Sodann wirkte er in der gleichen Funktion von August 2011 bis Dezember 2012 beim Club Atlético Progreso. Unmittelbar darauf nahm er im selben Monat die Trainerstelle beim Danubio FC an. Dieses Engagement, bei dem er in der Saison 2013/14 mit dem Team den Landesmeistertitel gewann, endete im Juni 2015. Von Februar 2016 bis Mai 2016 war er Cheftrainer bei Unión La Calera und wurde noch im Mai erneut Coach der Mannschaft des Danubio FC. Am 19. Dezember 2016 wurde er als neuer Trainer von Peñarol Montevideo ab Jahresbeginn 2017 vorgestellt.

## Erfolge
- Uruguayischer Meister: 1989 (als Spieler), 2013/14 (als Trainer)